# 达芬奇外科手术系统
达文西手术系统（英語：da Vinci Surgical System），是一个由美國醫療器材商直覺手術设计和制造，使用微创手术方式来协助进行复杂手术的机器人外科手术系统。该系统需要一名以上外科医生在控制台来操纵。
它常用于前列腺切除术能在人體深處保留泌尿和性功能神經而廣受讚譽，并且越来越多的用于心脏瓣膜修复和妇科、消化道等手术过程。 而「達文西手術系統」的命名，是要紀念列奥纳多·达·芬奇的解剖學研究促成了歷史上的第一個已知的機器人的設計。

## 背景
2012年，達文西手術機器人在世界各地進行了約20萬次的手術，多數為子宮切除術和前列腺清除。截至2014年6月30日，全世界約有3102台達文西手術機器人，較去年的同期多了2000台（美國：2,153、歐洲：499，日本：183，其他國家：267。）每年依然以30%成長率上升機械手臂手 術系統以美國的 Intuitive Surgical 公 司所製造的「達文西機器手臂輔助微 創手術」為主流。1999 年第一代標準 機型(Standard)上市目前最廣泛使用的機型為 2014 年推出之懸吊式手臂的第四代達 文西 Xi 系統。

### 引入香港
2007年，由香港大學出資，於瑪麗醫院設置香港第一台達文西機械臂手術系統2014年，養和醫院成為香港首間引入此系統的私立醫院。在2018年，香港共有5間公立醫院設置了達文西機械臂。

### 美國食品藥品監督管理局認證
美國食品藥品監督管理局（FDA）在2000年認可了達文西手術系統在泌尿外科外科手術，腹腔鏡一般的外科手術，婦科腹腔鏡外科手術，一般的非心血管胸腔鏡外科手術的兒科使用和胸腔鏡輔助心切開的程序。

## 機型

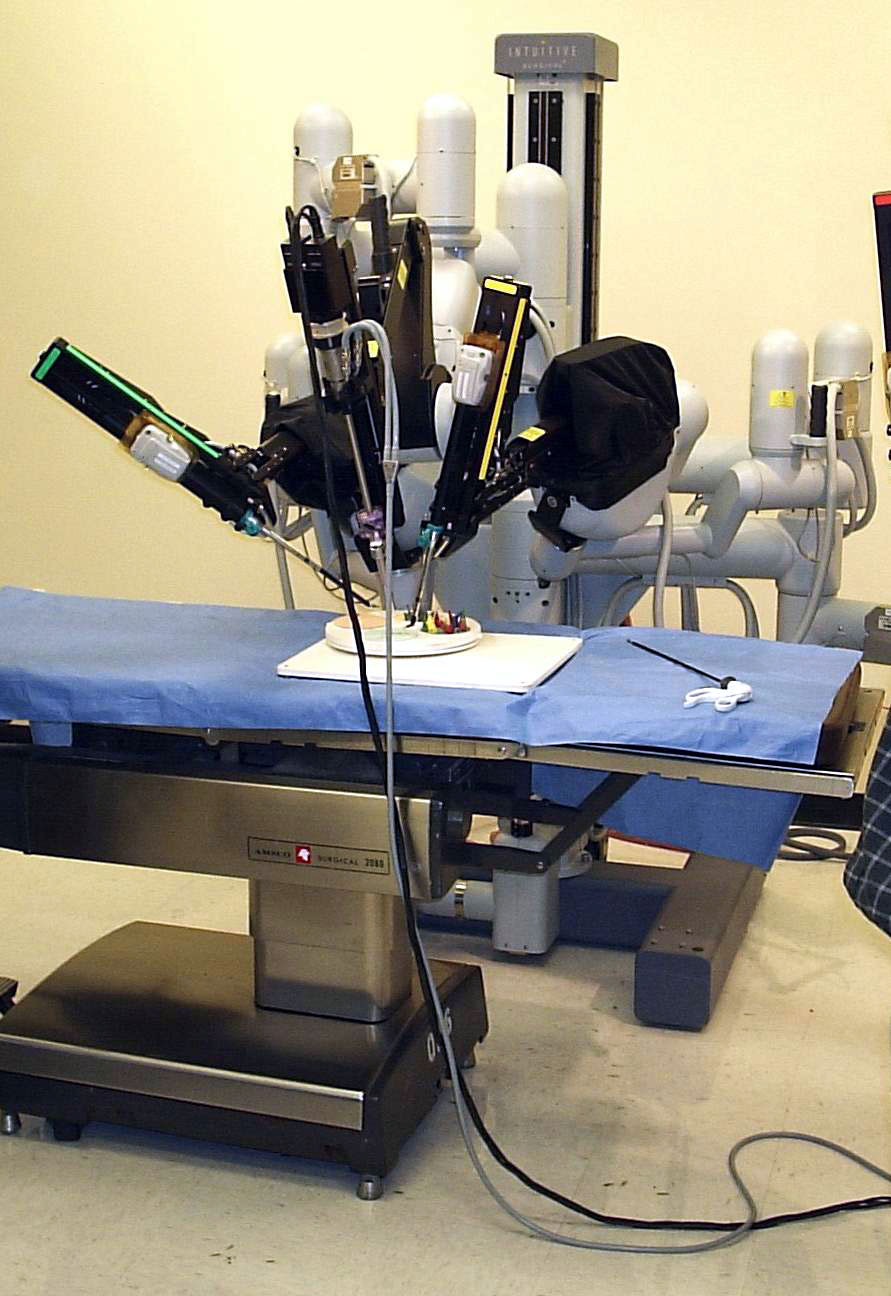
达文西外科手术系统

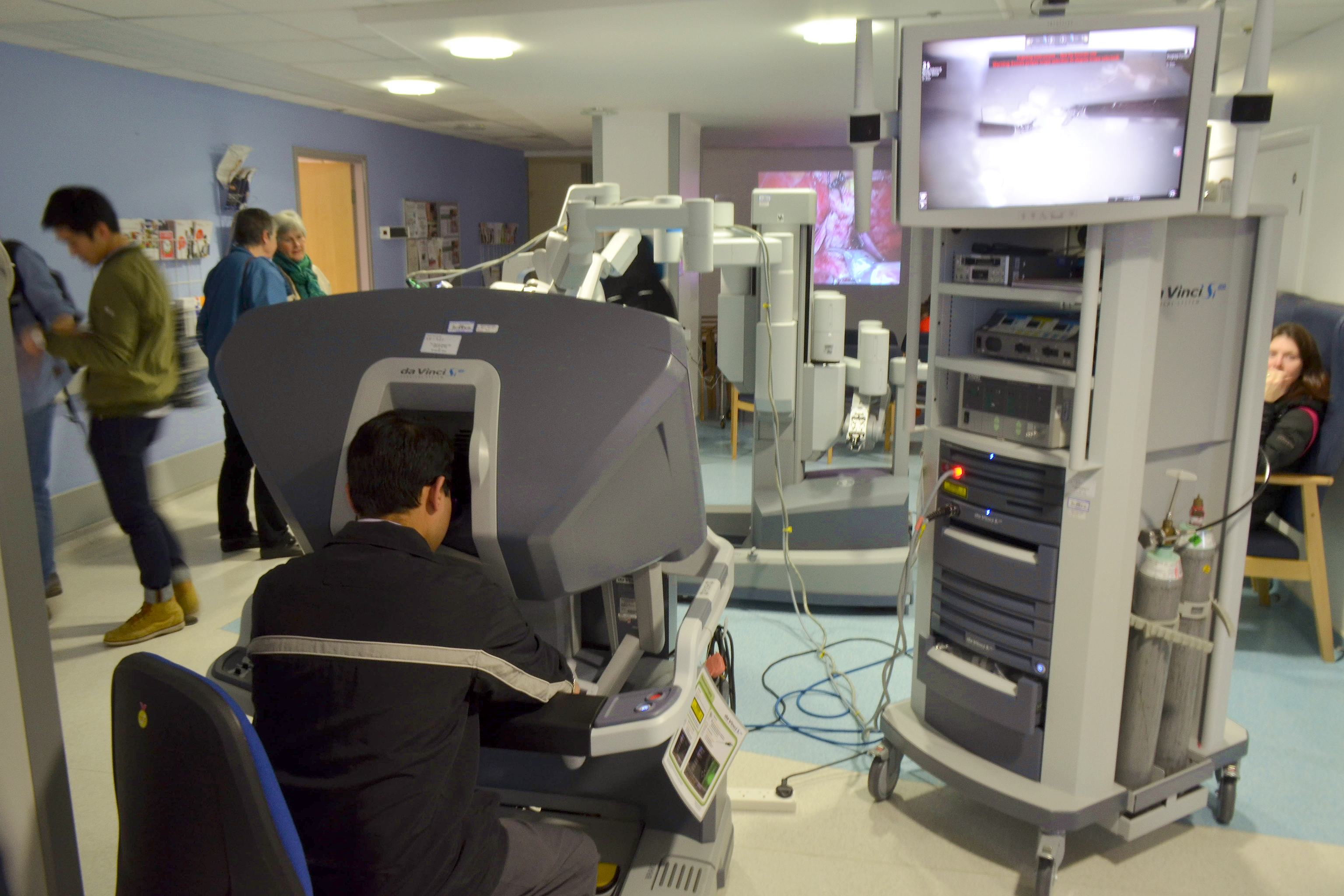
醫師坐在螢幕前操作控制台手術，不再直接接觸病患

- da Vinci Surgical System (標準型)
- da Vinci Surgical System S
- da Vinci Surgical System Si
- da Vinci Xi